# Jinlin
Jinlin (金林区,  Jīnlín Qū) ist ein Stadtbezirk der bezirksfreien Stadt Yichun in der chinesischen Provinz Heilongjiang im Nordosten der Volksrepublik China. Der Stadtbezirk hat eine Fläche von 2.364 Quadratkilometern und 60.466 Einwohner (Stand: Zensus 2020).